# アマディ州
アマディ州(アマディしゅう、英語：Amadi State)は南スーダン南部のエクアトリア地方中部にかつて存在した州。2015年成立、2020年廃止。
州都はムンドゥリ。
2014年の人口は17万1910人。

## 隣接州
- 北東：東部レイク州
- 東：テレケカ州
- 南東：ジュベク州
- 南：イェイ川州
- 南西：マリディ州
- 北西：西部レイク州

## 行政区画
- 西ムンドゥリ
- 東ムンドゥリ
- ムヴォロ